# Jairo (cantante)
Mario Rubén González (Cruz del Eje, 16 de junio de 1949), más conocido como Jairo y, también, Jairo Córdoba o Marito González, es un cantautor argentino. La propia Mercedes Sosa lo consideró como "la mejor voz de Argentina". Antes de los veinte años, con su primer álbum editado, adoptó el seudónimo que lo acompañó el resto de su carrera. A lo largo de su trayectoria ha interpretado más de 800 canciones en español, francés, italiano y alemán, entre las que se destacan: «Tu alma golondrina», «Por si tú quieres saber», «Tristezas», «De pronto sucedió», «El valle y el volcán», «Si vuelves será cansancio», «Amigos míos, me enamoré», «Hoy dejó la ciudad», «Nos verán llegar», «Revólver» y «Me encanta esta hora del día».

## Biografía
Nació el 16 de junio de 1949 en Cruz del Eje, Córdoba, Argentina. Tiene un hermano llamado Jorge González. Sus comienzos como cantante fueron en el colegio, donde se unió al grupo «The Twisters Boys» y finalmente adoptó el nombre de Marito González en los programas de concursos de los medios cordobeses.
En 1970, junto a un compañero de la escuela secundaria, distribuyó un demo de doce canciones a distintas productoras musicales; de esta manera consiguió grabar un disco simple con dos temas.

## Carrera musical
Tras grabar su disco de forma amateur, Luis Aguilé le hizo llegar una propuesta de trabajo luego de que Jairo adquiriera popularidad debido a su primer lanzamiento. Firmaría un acuerdo con la distribuidora CBS y se mudaría a España.[cita requerida]
En 1971 ganó el primer Premio de la Crítica y el segundo premio en el Festival de la Costa del Sol. Ese mismo año fue contratado por el sello Ariola.
En 1972 ganó el Festival de la canción de Alcobendas con el tema María Serena. Con la instauración de la dictadura llamada Proceso de Reorganización Nacional a mediados de la década de los 70' en el poder decidió marchar al exilio en España y posteriormente en Francia.
Durante su exilio en Francia, se destacó musicalmente, viajando junto a colegas como Mercedes Sosa, Atahualpa Yupanqui y Astor Piazzolla, siendo elogiado por Charles Aznavour, y cosechando amistades con personas famosas de distintos ámbitos, como el exfutbolista y entrenador Carlos Bianchi, al que conoció mientras jugaba en el club Paris Saint-Germain. 
Grabó junto a Astor Piazzolla varias canciones en 1981, compuestas particularmente para él por el propio Piazzolla y por Horacio Ferrer, entre las que se destaca «Milonga del trovador» y «Hay una niña en el alba».
Hacia el final de la dictadura cívico-militar, en 1983, Jairo regresó a Argentina y ofreció un recital en la Avenida 9 de Julio, en donde interpretó ante 1,2 millones de personas la versión en español de María Elena Walsh del tema "We shall overcome" (Venceremos).
En 1996, con motivo de su 25º aniversario con la música, realizó una serie de recitales en su provincia natal, en los que participaron artistas como Ana Belén, Ariel Ramírez, Cacho Buenaventura, Eladia Blázquez, Graciela Borges, Jaime Torres, Juan Carlos Baglietto, La Mona Jiménez, Lito Vitale, Mercedes Sosa, Pedro Aznar, Peteco Carabajal, Piero, Víctor Heredia, entre otros.
En 1999 fue convocado por Lito Vitale para participar en su disco El grito sagrado junto a María Elena Walsh, Víctor Heredia, Pedro Aznar, Juan Carlos Baglietto, Sandra Mihanovich, Alejandro Lerner y Fabiana Cantilo, interpretando el Himno Nacional Argentino[cita requerida].
En 2001 fue convocado para cantar el Himno Nacional Argentino en la inauguración del Mundial sub-20 de fútbol en el estadio del Club Atlético Vélez Sarsfield, hecho que se repitió diez años después, durante la Copa América 2011, en el partido de Argentina contra Costa Rica[cita requerida].
En 2021 presentó su disco Jairo 50 años de música, con varios de los mismos invitados del disco 25 años de 1996, como Pedro Aznar, Juan Carlos Baglietto y Víctor Heredia, y otros nuevos como Luciano Pereyra, Raly Barrionuevo, Marcela Morelo, Abel Pintos, Lisandro Aristimuño y Nahuel Pennisi. 
Entre enero y febrero del 2023 hizo shows multitudinarios en el Festival Nacional de Folklore de Cosquín, en el Paseo Hermitage dónde fue protagonista del acto de los 149° años de Mar del Plata y en la Iglesia de Nuestra Señora de Lourdes en Santos Lugares con el motivo de festejar las fiestas patronales de la Virgen de Lourdes.

## Vida privada
Tiene cuatro hijos: Iván González, actor; Mario González, abogado, vive en Francia y es concejal por el distrito 18 de París (2015); Yaco, que vive en Argentina y es representante de su padre; y Lucía, historiadora de arte y vive desde 2015 en Milán, Italia.
El 29 de julio de 2021, falleció su esposa Teresa Sainz de los Terreros, con la que tuvo 49 años de matrimonio, por una enfermedad crónica.

## Discografía
Como Marito González
- 1965: Muy juvenil

En castellano
- 1970: Emociones
- 1972: Por si tú quieres saber
- 1973: Si vuelves, será cansancio
- 1974: Amigos míos, me enamoré
- 1975: Jairo canta a Borges
- 1976: De qué me sirve todo eso
- 1978: Jairo
- 1978: Navidad en el mundo
- 1979: Canciones para mirar
- 1980: Jairo
- 1981: Morir enamorado
- 1982: Es la nostalgia
- 1982: Este amor es como el viento
- 1984: Amor de cada día
- 1985: Jairo
- 1986: Para verte feliz
- 1987: Más allá
- 1990: Flechas de neón
- 1994: Cielos
- 1995: Jairo, 25 años. Volumen I
- 1996: Jairo, 25 años. Volumen II
- 1997: Atahualpa por Jairo
- 1997: Estampitas
- 1997: María de Buenos Aires
- 1998: Borges & Piazzolla
- 1999: La balacera
- 2000: Diario del regreso
- 2001: Puro Jairo
- 2003: Jairo canta a Piazzolla
- 2003: Soy libre (DVD)
- 2004: El ferroviario
- 2007: Criollo
- 2009: Los enamorados
- 2011: Concierto en Costa Rica (CD + DVD)
- 2014: Propio y ajeno
- 2017: Jairo-Baglietto. Teatro Opera 2017 (en vivo)
- 2021: 50 años de Música

En francés
- 1977:   Liberté
- 1978:   Les plus beaux Nöel du monde
- 1979:   Chansons a regarder
- 1980:   Vivre libre
- 1981:   Symphonie
- 1981:   Olimpia 81
- 1982:   L'amour au présent
- 1984:   Le Diable
- 1986:   La trace de mes pas
- 1987:   Nicaragua
- 1988:   Jairo en vivo teatro Bataclan
- 1990:   Flechas de neón
- 1990:   Revolver
- 2018:   Jazziro

En italiano
- 1982:   Sinfonía en italiano

Fuente: Discografía de Jairo

## Interpretaciones destacadas
- «Tu alma golondina»[12]
- «Amor de cada día»
- «El valle y el volcán»
- «Es la nostalgia»
- Himno Nacional Argentino
- «Les jardins du ciel»
- «Me muero si tú no estás»
- «Morir enamorado»
- «Nuestro amor será un himno»
- «Para verte feliz»
- «Por si tú quieres saber»
- «Ave María»

## Filmografía
- Locos por la música (1980)
- Funes, un gran amor (1993)
- No te mueras sin decirme adónde vas (1995)
- Adiós, abuelo (1996)

## Apariciones en televisión
- Cha cha cha (programa de televisión) (1995) - América TV
- El palacio de la risa (1996) - Canal 13
- Poné a Francella (2002) - Telefe

## Premios y distinciones
- 1971: Segundo Premio y Premio de La Crítica del Festival de La Costa del Sol. Torremolinos, Málaga, España.
- 1972: Primer premio y premio de la Crítica del Festival de Alcobendas, Madrid, España.
- 1979: Primer Premio en el Festival de Villach, Austria.
- 1983: Premio Círculo de Publicidad de la Ciudad de Rosario, Argentina.
- 1985: Premio "Intérprete del Año" de Sadaic (Sociedad Argentina de Autores y Compositores).
- 1987: Estrella de Mar (Premio al mejor espectáculo musical de la temporada).
- 1992: Recibe de manos del Intendente Rubén Martí las Llaves de la Ciudad de Córdoba y el título de Representante Honorario de la Ciudad.
- 1993: Estrella de Mar (Premio al mejor espectáculo musical de la temporada).
- 1994: Premio de la revista Prensario.
- 1995: Premio de Platino de la Fundación Konex como intérprete masculino de la última década.
- 1996: ACE (Asociación de Cronistas del Espectáculo) de la música.
- 1997: Premio "José María Vilches" otorgado por el Ente de Cultura de la Municipalidad de General Pueyrredón, en Mar del Plata por su espectáculo "Atahualpa por Jairo".
- 1998: El gobierno de la República Francesa lo nombra Caballero en la Orden de las Artes y las Letras, una de las más altas distinciones otorgadas por dicho país.
- 1998: Premio Santa Clara de Asís
- 1998: Distinción de la Cámara de Senadores de la Provincia de Córdoba, por su trayectoria.
- 1999: Premio Bamba de Oro.
- 1999: Premio del 50 Aniversario del [Movimiento Familiar Cristiano] en el rubro "Espectáculo".
- 1999: Nominado al premio Grammy a la mejor grabación de ópera del año, junto a los demás intérpretes del CD, por la interpretación de María de Buenos Aires.
- 2016: Recibe de manos del intendente Claudio Farias la Llave de Cruz del Eje, ciudad que le vio nacer y es nombrado Padrino de la Fiesta Nacional del Olivo en su 62.ª edición. Además se le es confiado el honor y la responsabilidad de ser Embajador de Cruz del Eje ante el Mundo.
- 2019: Recibe el doctorado honoris causa de la Universidad Siglo 21, de manos de Juan Carlos Rabbat, fundador de la institución, y de su rectora, María Belén Mendé.[13]
- 2021ː Doctor honoris causa de la Universidad Nacional de Rosario.[14]